# Osame Sahraoui
Osame Sahraoui (Oslo, 11 juni 2001) is een Marokkaans-Noors voetballer die doorgaans speelt als vleugelspeler. In augustus 2024 verruilde hij sc Heerenveen voor Lille OSC. Sahraoui maakte in 2023 zijn debuut in het Noors voetbalelftal en in 2024 in het Marokkaans voetbalelftal.

## Clubcarrière
Sahraoui begon zijn voetbalcarrière bij Hauketo IF en stapte in 2014 over naar de opleiding van Vålerenga IF. Deze doorliep hij en op 21 juni 2020 mocht hij zijn professionele debuut maken. Op die dag werd in de eigen Intility Arena met 2–2 gelijkgespeeld tegen Stabæk. De vleugelspeler mocht van coach Dag-Eilev Fagerno zeventien minuten na rust invallen voor Bård Finne. Zijn eerste doelpunt in het eerste elftal maakte hij ruim een maand later, op 26 juli, thuis tegen Strømsgodset IF. Na zesendertig minuten spelen opende hij de score en hij zag zijn ploeg uiteindelijk met 2–0 winnen. Vanaf zijn eerste seizoen in de hoofdmacht had hij overwegend een basisplaats.
In januari 2023 maakte Sahraoui voor een bedrag van circa 1,7 miljoen euro de overstap naar sc Heerenveen, waar hij zijn handtekening zette onder een verbintenis voor de duur van drieënhalf jaar. In zijn derde wedstrijd voor zijn nieuwe club was de Noor goed voor een treffer in de derby tegen SC Cambuur nadat landgenoot Bjørn Johnsen namens die club de score had geopend. Milan van Ewijk zorgde er uiteindelijk voor dat Heerenveen met 1–2 won. Sahraoui speelde in anderhalf jaar negenenveertig competitieduels en maakte hierin negen doelpunten.
Met zijn prestaties bij Heerenveen overtuigde hij Lille om hem over te nemen. De Franse club betaalde circa acht miljoen euro voor de overgang van de Noor. Hij tekende in augustus 2024 een contract voor vijf seizoenen.

## Clubstatistieken
| Seizoen | Club          | Competitie  | Competitie | Competitie | Beker | Beker | Internationaal | Internationaal | Totaal | Totaal |
| Seizoen | Club          | Competitie  | Wed.       | Dlp.       | Wed.  | Dlp.  | Wed.           | Dlp.           | Wed.   | Dlp.   |
| ------- | ------------- | ----------- | ---------- | ---------- | ----- | ----- | -------------- | -------------- | ------ | ------ |
| 2020    | Vålerenga IF  | Eliteserien | 28         | 4          | 0     | 0     | —              | —              | 28     | 4      |
| 2021    | Vålerenga IF  | Eliteserien | 27         | 2          | 1     | 0     | 2              | 0              | 30     | 2      |
| 2022    | Vålerenga IF  | Eliteserien | 29         | 6          | 1     | 0     | —              | —              | 30     | 6      |
| 2022/23 | sc Heerenveen | Eredivisie  | 17         | 1          | 2     | 0     | —              | —              | 19     | 1      |
| 2023/24 | sc Heerenveen | Eredivisie  | 32         | 8          | 1     | 0     | —              | —              | 33     | 8      |
| 2024/25 | Lille OSC     | Ligue 1     | 21         | 3          | 3     | 0     | 13             | 2              | 37     | 5      |
| Totaal  | Totaal        | Totaal      | 154        | 24         | 8     | 0     | 15             | 2              | 177    | 26     |

Bijgewerkt op 13 maart 2025.

## Interlandcarrière
Sahraoui maakte zijn debuut in het Noors voetbalelftal op 7 september 2023, toen met 6–0 gewonnen werd van Jordanië. Antonio Nusa, Kristoffer Ajer, Jørgen Strand Larsen, Fredrik André Bjørkan, Bård Finne en Hugo Vetlesen zorgden voor de doelpunten. Sahraoui moest van bondscoach Ståle Solbakken op de reservebank beginnen en hij viel in de drieënzeventigste minuut in voor Sander Berge. De andere Noorse debutanten dit duel waren Egil Selvik (FK Haugesund), Markus Solbakken (Viking FK) en Antonio Nusa (Club Brugge).
Aan het begin van het seizoen 2024/25 besloot Sahraoui zijn interlandloopbaan voort te zetten namens Marokko. Namens dat land debuteerde hij op 15 oktober 2024, toen een kwalificatiewedstrijd voor het Afrikaans kampioenschap 2025 gespeeld werd tegen Centraal Afrikaanse Republiek. In het Stade d'Honneur d'Oujda had Eliesse Ben Seghir twee keer gescoord, waarna Youssef En-Nesyri en Abde Ezzalzouli de uitslag bepaalden op 4–0. Sahraoui mocht van bondscoach Walid Regragui in de tweede helft invallen voor Ezzalzouli. De andere Marokkaanse debutant dit duel was Reda Belahyane (Hellas Verona).
| Interlands van Osame Sahraoui voor Noorwegen | Interlands van Osame Sahraoui voor Noorwegen | Interlands van Osame Sahraoui voor Noorwegen | Interlands van Osame Sahraoui voor Noorwegen | Interlands van Osame Sahraoui voor Noorwegen | Interlands van Osame Sahraoui voor Noorwegen | Interlands van Osame Sahraoui voor Noorwegen |
| №                                            | Datum                                        | Wedstrijd                                    | Uitslag                                      | Competitie                                   | Goals                                        |                                              |
| Als speler bij sc Heerenveen                 | Als speler bij sc Heerenveen                 | Als speler bij sc Heerenveen                 | Als speler bij sc Heerenveen                 | Als speler bij sc Heerenveen                 | Als speler bij sc Heerenveen                 | Als speler bij sc Heerenveen                 |
| -------------------------------------------- | -------------------------------------------- | -------------------------------------------- | -------------------------------------------- | -------------------------------------------- | -------------------------------------------- | -------------------------------------------- |
| 1                                            | 7 september 2023                             | Noorwegen – Jordanië                         | 6 – 0                                        | Vriendschappelijk                            |                                              |                                              |

| Interlands van Osame Sahraoui voor Marokko | Interlands van Osame Sahraoui voor Marokko | Interlands van Osame Sahraoui voor Marokko | Interlands van Osame Sahraoui voor Marokko | Interlands van Osame Sahraoui voor Marokko | Interlands van Osame Sahraoui voor Marokko | Interlands van Osame Sahraoui voor Marokko |
| №                                          | Datum                                      | Wedstrijd                                  | Uitslag                                    | Competitie                                 | Goals                                      |                                            |
| Als speler bij Lille OSC                   | Als speler bij Lille OSC                   | Als speler bij Lille OSC                   | Als speler bij Lille OSC                   | Als speler bij Lille OSC                   | Als speler bij Lille OSC                   | Als speler bij Lille OSC                   |
| ------------------------------------------ | ------------------------------------------ | ------------------------------------------ | ------------------------------------------ | ------------------------------------------ | ------------------------------------------ | ------------------------------------------ |
| 1                                          | 15 oktober 2024                            | Marokko – Centraal-Afrikaanse Republiek    | 4 – 0                                      | AK 2025 kwalificatie                       |                                            |                                            |

Bijgewerkt op 13 maart 2025.

## Persoonlijk
Sahraoui is geboren en getogen in Oslo. Zijn familie komt oorspronkelijk uit Beni Bouayach, een stad in het noorden van Marokko. Hij is een neefje van oud-voetballer Mohammed Fellah.